# Ava Cherry
Ava Cherry, née en 1953 à Woodlawn, Illinois, est une chanteuse soul et modèle américaine. Sous l'impulsion du chanteur britannique David Bowie, dont elle est alors la maîtresse et une des choristes, elle monte le groupe Ava Cherry & The Astronettes qui enregistre notamment les premières compositions de la période soul de Bowie. Elle poursuit ensuite une carrière solo de chanteuse.

## Biographie
Ava Cherry (son nom de naissance) naît en 1953 à Woodlawn et grandit à Chicago.
Elle fait la rencontre de David Bowie à New York où elle travaille comme modèle, lors de la tournée américaine du chanteur pendant l'hiver 1972,. C'est à l'époque une belle femme noire à la chevelure blond platine, très mince, à la voix rauque. Elle devient la maîtresse du chanteur avec l'accord tacite de sa femme d'alors, Angie, dont elle est à l’origine une amie. Elle emménage avec le couple, qui occupe alors une maison louée à l'actrice Diana Rigg à Londres. Bowie va l'emmener en tournée avec lui, notamment en Europe et au Japon. Des critiques estiment que Can You Hear Me?, une chanson d'amour émouvante de Bowie (1973, Young Americans) est écrite à son intention.   
De 1974 à 1978 elle est une des trois choristes du chanteur, pour la plupart de ses tournées et de ses enregistrements studios,.  
Sur l'impulsion de Bowie, elle crée un trio vocal, Ava Cherry & The Astronettes : son ami Jason Guess, Geoffrey McCormack (un proche de Bowie) et elle y tiennent la section vocale, accompagnés d’Aynsley Dunbar (batterie), de Herbie Flowers (basse), Mike Garson (claviers), Mark Pritchard (guitare), Luis Ramirez et David Bowie lui-même (saxophone). Le groupe enregistre notamment de nouvelles chansons écrites et arrangées par Bowie, constituant une sorte de banc d'essai pour son futur album Young Americans. Ava Cherry accompagne ainsi, voire inspire le virage que prend le chanteur-compositeur pendant l'année 1974, de son album glam rock Diamond Dogs au soul Young Americans. Les enregistrements ne seront publiés qu'en 1995 sous le titre People from Bad Homes (réédité en 2009 en The Astronettes Sessions),.
Après sa rupture avec Bowie, elle rentre à Chicago et enregistre en 1980 son premier album solo, d'inspiration intermédiaire entre le disco et la new wave, Ripe!!!. En 1983 le deuxième, Streetcar Named Desire, passe inaperçu, dans un style funk en avance sur son temps. Le troisième, Picture Me (1987), rencontre un certain succès.
Elle apparaît en 2013 dans le documentaire consacré aux choristes Twenty Feet from Stardom,.

## Production artistique

### Album d'Ava Cherry & The Astronettes
- People from Bad Homes (enregistré en 1973[14] - sorti en 1995, Golden Years), réédité sous le titre The Astronettes Sessions (2009, Cadiz Music)

### Albums solos
- Ripe!!! (1980, RSO)
- Streetcar Named Desire (1982, Capitol records)
- Picture Me (1987, Capitol records)
- Spend the Night (1997, J-Bird records)
- Single Woman, Married Man (2006, Charly records)

### Singles
- Love Is Good News (1980, RSO)
- I Just Can't Shake The Feeling (1980, RSO)
- Ava Cherry Special (1980, RSO)
- I'm Always Ready (1980, RSO)
- Love To Be Touched (1982, Capitol records)
- Streetcar Named Desire (1982, Capitol records)
- Keep Me Satisfied (1987, Capitol records)
- Good Intentions (1987, Capitol records)
- Fever (1991, Bull & Butcher)
- Gimme gimme (1993, Pulse-8)
- Forget Me Not (1994, Radikal records)
- I Wanna Be With You (1996, S&F Entertainment)
- In My Room (2000, Prism)
- Hopelessly Devoted to You (2007, Centaur Entertainment)
- That's How Loneliness Goes (2015, Black Barbarella)
- Let's Dance (2020, Wake Up! Music)

### Apparitions au cinéma
- The Beatnicks (court métrage, 1996)
- Girls of Rock and Roll (vidéo, 1985)
- The Last Five Years (documentaire sur Bowie, 2017)
- David Bowie: Five Years (documentaire, 2013)
- Twenty Feet from Stardom (documentaire, 2013)